# برسية بحرية
برسية بحرية (الاسم العلمي:Gnaphalium maritimum) هي نوع غير مؤكد من النباتات تتبع جنس البرسية من الفصيلة النجمية.